# South Berwick
South Berwick est une ville américaine située dans le comté de York dans l’État du Maine. En 2010, sa population était de 7 220 habitants.

## Source de la traduction
- (en) Cet article est partiellement ou en totalité issu de l’article de Wikipédia en anglais intitulé « South Berwick, Maine » (voir la liste des auteurs).